# Acueducto Xayá-Pixcayá
El Acueducto Xayá-Pixcayá, constituido por el sistema Xayá-Pixcayá y la planta de tratamiento «Lo De Coy» es un sistema de colección y tratamiento de agua potable para la Ciudad de Guatemala.  Construido entre 1971 y 1978, se encuentra en el kilómetro 17.5 de la carretera Interamericana, en Mixco y tiene una producción diaria de ciento cuarenta mil metros cúbicos de agua potable. El acueducto Xayá-Pixcayá es la obra más grande en materia de abastecimiento de agua en Guatemala, surtiendo a la planta de tratamiento «Lo de Coy» y produciendo el 39% del agua potable que distribuye la Empresa Municipal de Agua potable (EMPAGUA) en la Ciudad de Guatemala. 

## Historia
En octubre de 1961, el gobierno de Guatemala con el fin de ayudar a enfrentar la escasez de agua potable decidió hacer estudios para llevar agua a la capital guatemalteca de los ríos Xayá y Pixcayá. Para el efecto se encargó a ingenieros guatemaltecos la preparación de un anteproyecto, que fue terminado a principios de 1962; la Municipalidad de Guatemala, por otra parte, había preparado otros estudios para obtener agua de los mismos ríos a la ciudad pero por una ruta diferente. Después de años de deliberaciones para escoger el proyecto más conveniente se inició la obra a principios de 1971, durante la gestión edil del licenciado Manuel Colom Argueta.

## Estructura

### Acueducto
El Acueducto está formado por la presa de derivación «La Sierra», la presa de derivación «El Tesoro» y los túneles para líneas de conducción. Las líneas de conducción se inician en el altiplano guatemalteco y concluyen en la caja de entrada de la planta de tratamiento.

### Planta de tratamiento «Lo de Coy»
La planta de tratamiento consta de un canal de entrada, tres floculadores, cuatro sedimentadores y seis filtros. La planta de tratamiento tiene una infraestructura que permite realizar el proceso de producción sin utilizar prácticamente energía eléctrica, ya que solamente se usa ésta para dosificar los químicos.
Los componentes de la planta son:
- Caja de entrada: en ésta se controla el caudal de agua cruda que se desea tratar y se atrapan lo desechos sólidos grandes.  El exceso de agua se hace rebalsar hacia el desfogue de agua cruda.
- Canal de entrada: éste tiene la función de medir el caudal de agua que ingresa a la planta para su tratamiento, por medio de un medidor de caudal tipo Parshall. Los caudales que ingresan fluctúan entre 800 a 1840 litros por segundo y turbiedades de 15 a 5000 unidades. Aquí también se efectúa la precloración.
- Canal de mezcla rápida: aquí se aplican los químicos y se pueden hacer cuatro tipos de dosificaciones de sulfato de aluminio, polielectrolito, cal hidratada y sulfato de cobre.
- Canal de mezcla lenta: en esta canal se efectúa la floculación mediante pantallas que desvían el agua en forma serpenteada, con el fin de reducir la velocidad del caudal. En este canal por la acción del sulfato de aluminio se van uniendo partículas pequeñas de lodo, las que se van agregando hasta formar partículas lo suficientemente grandes para que por su propio peso se depositen en el fondo de los tanques sedimentadores.
- Tanques sedimentadores: a continuación de los floculadores, existe un canal que distribuye el agua hacia cuatro tanques sedimentadores de tipo convencional y que se alimentan por medio de paredes con perforaciones (tanques agujerados) con el fin de reducir velocidad y que ingrese el agua en forma compensada al tanque. En la salida de cada uno de los sedimentadores, existen canales en la superficie que recolecta el flujo ascendente de agua ya sedimentada a través de los orificios que tiene cada una. Existe una tubería que interconecta los tanques sedimentadores y los filtros.
- Filtros: Los filtros que operan en la planta tienen la función principal de remover toda aquella materia en su suspensión que no fue sedimentada en el proceso anterior. Los filtros constan de un lecho compuesto de grava, piedrín y arena antracita.
- Tanque de almacenamiento: el agua filtrada es conducida por un caudal totalmente cerrado al tanque de almacenamiento; en este canal se efectuará la cloración final. Existe un tanque de veinticinco mil metros cúbicos, en el que la turbiedad del agua fluctúa de 1.0 a 2.5 unidades.[2]